# Cornulețe

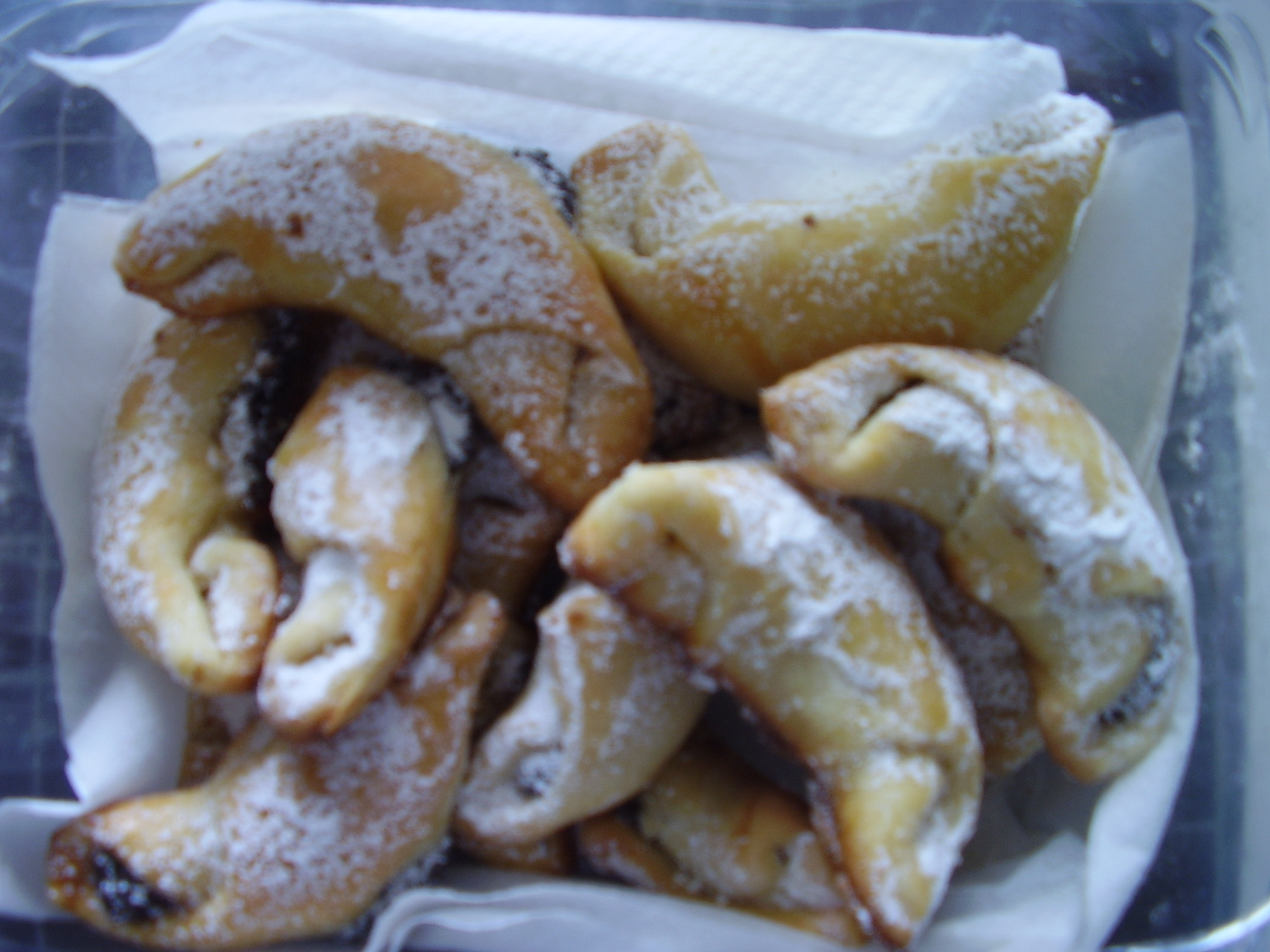
Des cornulețe.

Les cornulețe sont une pâtisserie roumaine le plus souvent en forme de mini-croissant, d'autres fois de petit-chou.
Elle peut être aromatisée au rhum, au citron ou à la vanille et fourrée aux noix, au loukoum, au chocolat, aux raisins ou encore à la confiture.